# ِАбдулрахман Дахер
Абдулрахман Асад Дахер (араб. عبد الرحمن ظاهر‎, англ. Abdulrahman Thaher; 31 декабря 1982, Объединённые Арабские Эмираты) — палестино-иорданский актёр, режиссёр, сатирик, журналист, и архитектор.

## Биография
Дахер был известен по фильмам «Перед лицом правосудия» (2013), «Фенджан Албалад» (2013) и «Сукадж» (2015). Он создал, срежиссировал и спродюсировал множество сатирических и критических телесериалов, в которых играл главную роль, а также многочисленные телевизионные программы на современные культурные и интеллектуальные темы.
Он занимал важные должности, включая должность руководителя производства на телеканале «Wattan TV», директора международного производства в медиацентре |университета Ан-Наджа и старшего продюсера в компании «Samalink Media Production Company» в Бейруте. Поэтому ряд телевизионных программ был подготовлен для более чем одного телеканала, например, для иорданской телестанции Roya TV и лондонской телестанции Al Araby TV.
Его несколько раз обвиняли и арестовывали из-за его политической оппозиции и критических работ.

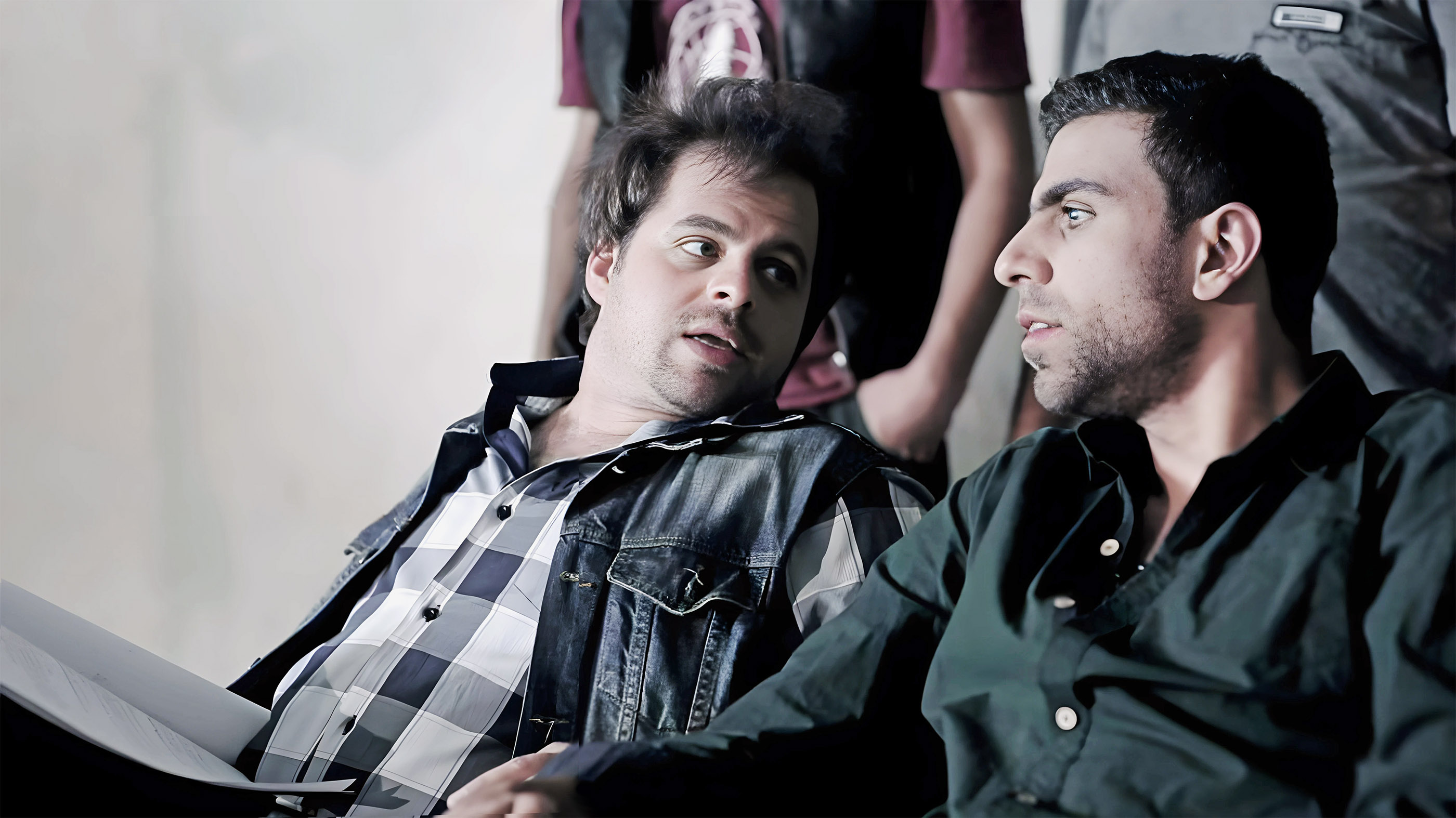
Абдулрахман Дахер во время съемок телесериала «Сукадж» в Иордании, 2015 год.